# 角鬥士棋
角鬥士棋（Blokus），又名俄羅斯方塊棋、格格不入、德國圍棋、方塊競技場，是Bernard Tavitian在2000年推出的兩到四人對戰的棋類遊戲，由法國的Sekkoïa公司發行。
也有立體版，稱為Blokus 3D，原名為Rumis。

## 棋具
- 20*20方格棋盤。
- 棋子為從一方格、二格骨牌、三格骨牌、四格骨牌、五格骨牌的多格骨牌共二十一種，有紅黃藍綠四種顏色，分別為四位玩家所用。

## 規則

### 四人版

二十一種方塊

- 玩家輪流選擇放一棋子放空棋格，也可放棄不放棋子。同顏色的方塊只能角對角相連，不能邊對邊。沒有位置擺放的玩家就必須跳過，讓其他人繼續。
  - 每玩家的第一個棋子各自從一個角落開始，最角落的格子不能空著。

- 所有玩家無法放棋子時，計算各玩家手中剩餘棋子上的方格數總和，最少者為勝。計分方式為剩下棋子的方格總數為負分總數。無剩下則為正十五分，倘若擺放的最後一塊是最小的一方格棋子，就再加正五分，而成為正二十分。

#### 雙人變體玩法
- 每方改持有兩種色塊，其餘規則同。

#### 三人變體玩法
- 每方除了有一種色塊外，下時輪流共用剩下的另一色方塊。

### 兩人版
除了使用14乘14格的棋盤，與初始棋是放在中間區域，其餘與四人版規則同。

### 六角版
棋子為三角形格所組成，而非正方格。初始棋也是放在中間區域。

## 外部連結
- 線上遊戲[永久]
- 電腦遊戲
- 規則說明
- 影片介紹